# Dragoste 1: Câine
Dragoste 1: Câine è un film del 2018 diretto da Florin Şerban.
La pellicola – primo capitolo della trilogia Dragoste – è di genere drammatico e ambientata in un'isolata area montana; racconta la relazione tra un uomo e una donna interpretati da Valeriu Andriuta e Cosmina Stratan.
Il lungometraggio è stato presentato in anteprima alla ventiquattresima edizione del Sarajevo Film Festival con il titolo internazionale Love 1: Dog, venendo insignito dei premi Cineuropa Award dall'omonima rivista on-line e Art Cinema Awards dalla CICAE. Per la sua recitazione nel film, Cosmina Stratan è inoltre stata premiata quale miglior attrice protagonista al Premio Gopo del 2019.

## Trama
Simion è un uomo solitario che vive in una baita isolata in un'area montana della Romania assieme ad un cane ed un asino. Un giorno incontra la giovane Irina che è stata picchiata e abbandonata nel bosco, decidendo di ospitarla. Simion, con la scusa di accudirla, impedisce alla donna di lasciare la sua abitazione e tra i due cresce un'attrazione reciproca. Mentre l'uomo indaga per scoprire chi sia stato l'aggressore di Irina, l'arrivo del giovane Mircea rovina il rapporto che si era creato tra i due ed Irina finisce con abbandonare Simion.

## Produzione

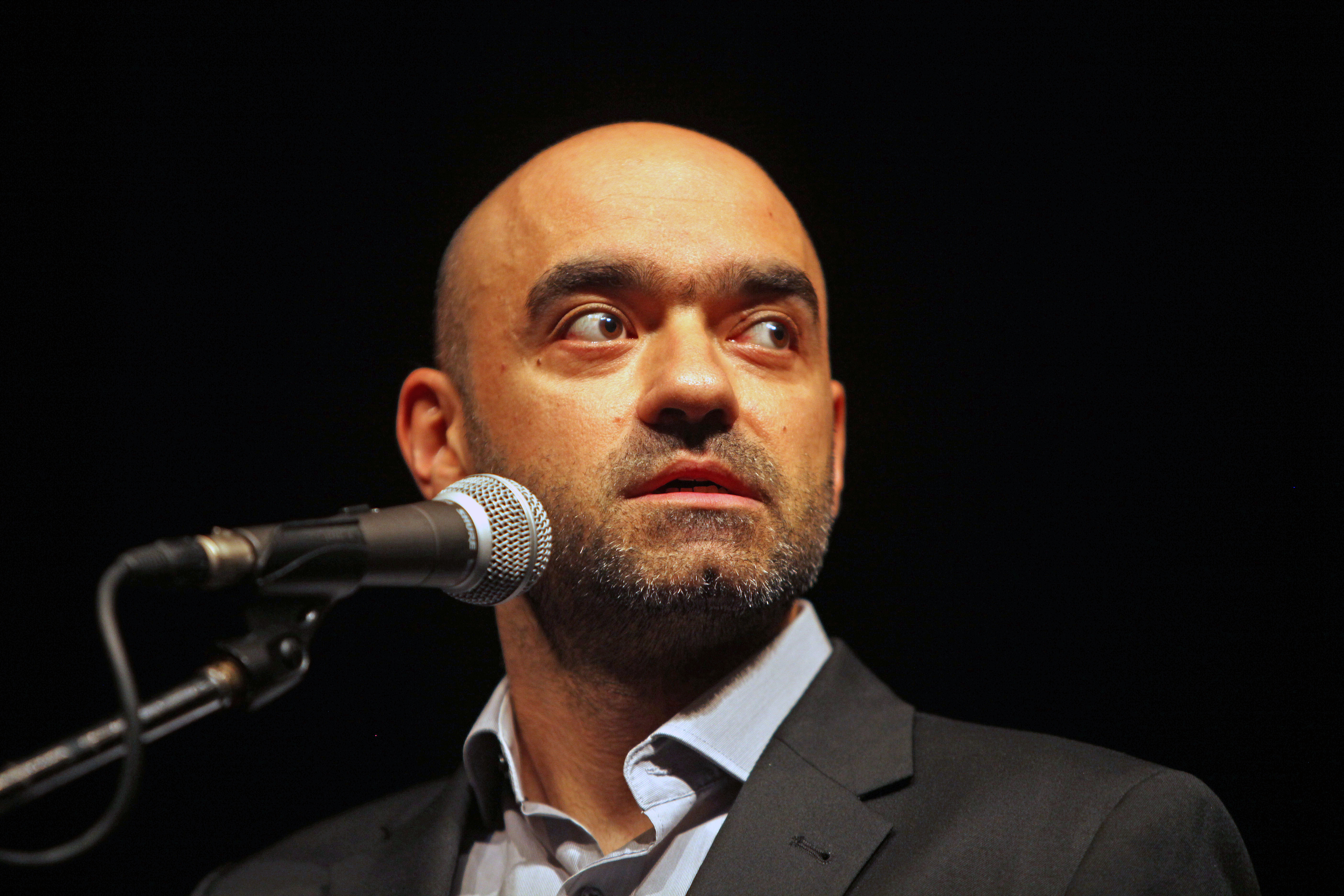
Il regista Florin Şerban.

Il regista e sceneggiatore Florin Şerban ha realizzato l'opera come parte di un'annunciata trilogia da lui battezzata Dragoste (romeno, in italiano Amore): successivamente al primo capitolo denominato Câine (romeno, in italiano Cane) è uscito nel 2020 il secondo intitolato America.
Per la realizzazione del film si è valso della scenografa Mihaela Poenaru con cui aveva già collaborato in precedenza ed ha affidato la direzione della fotografia al regista polacco Marcin Koszalka. Il film è stato girato nel distretto di Hunedoara, dove è stata costruita appositamente la baita del protagonista; la sede delle riprese, in una selvaggia area montana, ha comportato rischi e disagi per cast e troupe.

## Distribuzione
In seguito all'anteprima mondiale al Sarajevo Film Festival ed a quella rumena al Divan Film Festival il film è stato distribuito nelle sale in Romania dal 5 dicembre 2018. Il 3 marzo 2021 Netflix ha messo a disposizione il lungometraggio sulla propria piattaforma in diverse nazioni tra cui l'Italia e il Regno Unito. L'edizione disponibile in Italia su questa piattaforma è in lingua originale con sottotitoli in francese, inglese, italiano, tedesco e romeno.

## Accoglienza
La stampa specializzata ha accolto positivamente l'ambientazione selvaggia del film, definita come caso isolato nel cinema romeno. L'interpretazione di Irina da parte di Cosmina Stratan ha ricevuto plausi e riconoscimenti.

## Riconoscimenti
La pellicola ha conseguito i seguenti premi e nomination:
| - 2018 – Sarajevo Film Festival - Cineuropa Award - CICAE Awards - Candidato per Heart of Sarajevo Award - 2018 – Split International Festival of New Film - Candidato per Grand Prix | - 2019 – Premio Gopo - Miglior attrice protagonista a Cosmina Stratan - Candidato per Miglior commento sonoro a Michal Fojcik e Cristian Tarnovetchi - Candidato per Miglior attore protagonista a Valeriu Andriuta - Candidato per Miglior film - Candidato per Miglior fotografia a Marcin Koszalka - 2019 – Romanian Union of Filmmakers - Candidato per Miglior attore protagonista a Valeriu Andriuta |